# Martinus Amstelveen
Martinus Amstelveen – holenderski klub siatkarski z Amstelveen założony w 1954 roku. Pięciokrotny mistrz Holandii, pięciokrotny zdobywca Pucharu Holandii, trzykrotny brązowy medalista Pucharu Europy Mistrzów Klubowych.
W 2011 roku Martinus połączył się z klubem AMVJ, tworząc vv AMstelveen.

## Nazwy klubu
- 1954-1978 – Martinus
- 1978-1983 – Valkenberg Martinus
- 1983-1990 – Brother Martinus

## Historia
Siatkarski klub St. Martinus został założony 24 września 1954 roku w ramach istniejącego już klubu piłkarskiego. Klub sportowy St. Martinus obejmował od tej chwili sekcje: piłki nożnej, badmintona, tenisa i piłki siatkowej. W 1976 roku sekcja piłki siatkowej odłączyła się, tworząc samodzielny klub.
W latach 60. i 70. głównym sponsorem klubu była firma Valkenberg. W tym okresie klub występował w 3. dywizji (czwarty poziom rozgrywkowy). Przełomowe dla rozwoju klubu były lata 80., gdy sponsorem klubu została firma Brother, a klub przyjął nazwę Brother Martinus Amstelveen. W latach 1983–1988 klub zdobył pięć tytułów mistrza Holandii oraz pięć Pucharów Holandii. Zdobył także trzykrotnie brązowy medal Pucharu Europy Mistrzów Klubowych. Ówczesnym trenerem klubu był Arie Selinger. Większość graczy klubu w późniejszych latach tworzyło podstawę reprezentacji Holandii, która zdobyła srebrny medal olimpijski w 1992 roku.
W 1989 roku Holenderski Związek Piłki Siatkowej zdecydował, iż klub nie może kontraktować zawodników występujących w kadrze narodowej. Oznaczało to, że z klubu odejść musieli podstawowi gracze, co spowodowało, że w kolejnych sezonach klub nie osiągał już takich sukcesów, a w końcu opuścił najwyższą klasę rozgrywkową. Na początku XXI w. sukcesy odnosiła sekcja kobieca.
15 czerwca 2011 roku Martinus połączył się z klubem AMVJ, tworząc vv AMstelveen. Od sezonu 2016/2017 klub vv AMstelveen zdecydował, iż będzie występował pod nazwą AMVJ-Martinus. Sekcja kobieca natomiast w wyniku tej samej fuzji utworzyła klub TVC Amstelveen.

## Osiągnięcia
- Mistrzostwa Holandii:
  -  1. miejsce (5x): 1984, 1985, 1986, 1987, 1988
  -  2. miejsce (1x): 1990
  -  3. miejsce (1x): 1983
- Puchar Holandii:
  -  1. miejsce (5x): 1974, 1976, 1978
  -  2. miejsce (1x): 1984, 1985, 1986, 1987, 1988
- Puchar Europy Mistrzów Klubowych:
  -  3. miejsce (3x): 1986, 1987, 1988